# Lilián Blanco
Lilián Blanco (Buenos Aires, Argentina - Ibídem; 21 de septiembre de 1996) fue una actriz de cine, teatro y televisión argentina.

## Carrera
Lilián Blanco fue una actriz dramática del teatro argentino durante las décadas de 1940 y 1950. En cine hizo algunas apariciones en las películas La cuna vacía (1949), con dirección de Carlos Rinaldi, y actuaciones de Ángel Magaña, Orestes Caviglia y gran elenco; y He nacido en Buenos Aires (1959).
A lo largo de su trayectoria sobre los escenarios porteños trabajó junto a primeras figuras de la escena como Violeta Antier, Nora Cullen, Milagros de la Vega, Margarita Xirgú, Norma Aleandro, Rosa Rosen, Fernando Siro, Emilio Vieyra, Hilda Suárez y Carlos Carella, entre otros. Integró el elenco estable dirigido por Orestes Caviglia.

## Vida privada
Estuvo casada por varias décadas con el actor Luis Tasca, quien tuvo como cuñado al también actor Víctor Tasca. Convivieron hasta el fallecimiento de éste el 30 de enero de 1996. Blanco falleció tan solo ocho meses después el 21 de septiembre, debido a deterioros naturales de su salud.

## Filmografía
- 1959:  He nacido en Buenos Aires.
- 1949: La cuna vacía.

## Televisión
- Esquina de tango, junto con Luis y Victor Tasca, María Concepción César, Perla Santalla y Enrique Dumas.

Andrea Celeste (1979)

## Teatro
- 1958: El pan de la locura.
- 1958: La casa de Bernarda Alba.
- 1954: Marta Ferrari.
- 1950: El pasado.
- 1948/1950: Los invisibles.
- 1948/1950: El abanico.
- 1948/1949: Don Gil de las calzas verdes.[2]